# Ай-Петринская яйла (заказник)
Ай-Петринская яйла (укр. Ай-Петринська яйла, крымскотат. Ay Petri yaylası, Ай Петри яйласы) — заказник, расположенный на территории Бахчисарайского района (Крым). Создан 22 декабря 2010 года. Площадь — 1795 га. Землепользователь — Министерство экологии и природных ресурсов Республики Крым и государственное автономное учреждение Республики Крым «Бахчисарайское лесное хозяйство».
В Российской Федерации, контролирующей спорную территорию Крыма, является государственным природным заказником Республики Крым регионального значения, на Украине — ландшафтным заказником Автономной Республики Крым местного значения.

## История
Заказник создан решением ВС АРК от 22.12.2010 № 126-6/10 «О расширении и упорядочении сети территорий и объектов природно-заповедного фонда в Автономной Республике Крым» как ландшафтный заказник АР Крым местного значения.
Согласно распоряжению Совета министров Республики Крым от 5.2.2015 № 69-р «Об утверждении Перечня особо охраняемых природных территорий регионального значения Республики Крым» объявлен государственным природным заказником регионального значения.

## Описание
Заказник создан с целью сохранения, возобновления и рационального использования типичных и уникальных природных комплексов. На территории заказника запрещается или ограничивается любая деятельность, если она противоречит целям его создания или причиняет вред природным комплексам и их компонентам.
Заказник расположен на севере восточной части горного массива Ай-Петринская яйла — севернее села Оползневое — Соколинского лесничества Куйбышевского лесхоза кварталы 54, 55, 59-65, 72, 75, 76, 81, 83. Включает северные склоны горы Морчека, горы Таш-Баир, Борсук-Бурун, центральную часть Тарпанбаирского хребта (Тарпан-Баир 1094,4 м) и урочище Сары-Коль. На востоке примыкает Ялтинский горно-лесной природный заповедник, западе — горы Чуваш-Кой и Треугольник, озеро Чуваш-Голь.
Ближайший населённый пункт — село Оползневое, город — Алупка.

## Природа
Природа заказника представлена участием фиалки горной (Viola oreades Bieb.), Прострела Галлера (Pulsatilla halleri Willd.), нектароскордума болгарского (Nectaroscordum bulgaricum Janca), ломоноса цельнолистного (Clematis integrifolia Willd.). Флора представлена 600 видами и подвидами сосудистых растений, из которых 63 эндемика.
Ай-Петринская яйла — область питания подземных вод, используемых для водоснабжения населенных пунктов.